# كوتنغبرون
كوتنغبرون هي بلدة صغيرة في النمسا، تقع في بادن أحد مناطق النمسا السفلى (Niederösterreich)